# Lacinipolia buscki
Lacinipolia buscki är en fjärilsart som beskrevs av Barnes och Benjamin 1927. Lacinipolia buscki ingår i släktet Lacinipolia och familjen nattflyn. Inga underarter finns listade i Catalogue of Life.